# 江玉琳
江玉琳，字正夫，江西莲花县人，明朝政治人物、进士出身。

## 生平
宣德二年，登进士二甲第一名。宣德七年，授任监察御史。